# Банкете
Банкѐте (на италиански: Banchette; на пиемонтски: Banchëte, Банкъте) е малък град и община в Метрополен град Торино, регион Пиемонт, Северна Италия. Разположен е на 266 м надморска височина. Към 1 януари 2023 г. населението на общината е 3095 души, от които 398 са чужди граждани.

## География, административно деление и население
Намира се в североизточната част на Метрополен град Торино, в непосредствена близост до град Ивреа и река Дора Балтеа.
Част от територията на Община Банкете е разположена на палеоречното корито на река Дора Балтеа, в центъра на т. нар. „хидравличен възел“ на Ивреа, и е обект на чести наводнения. Особено сериозни са тези през 1921 г., 1993 г. и 2000 г. След последните две наводнения е изградена голяма система от насипи за защита на цялата територия.
Оригиналното ядро на Банкете, т. нар. „Център“, е разположено около Замъка на Банкете и е построено върху скалиста издатина над коритото на река Дора Балтеа. На негова територия се намират обществените сгради като кметството и пощата. От края на 50-те год. на XX век Банкете се разраства, което води до изграждането на нов гъсто населен квартал на юг от центъра, т. нар. „Ново селище“, разположено в равнината.
Граничи със следните 5 общини: Салерано Канавезе, Ивреа, Самоне, Павоне Канавезе и Фиорано Канавезе. Намира се на 44 км от Торино и на 103 км от Милано.
Към 1 януари 2023 г. населението на общината е 3087 души, от които 398 чужди граждани, сред които преобладават тези на Румъния (171 души). Там не живеят български граждани.

## Топоним
Името на Банкете, в древността Bancellae или Castrum Banchettarum, вероятно произхожда от пясъчните брегове, образувани от наводненията на река Дора Балтеа.

## История
Произходът му е средновековен и историята му е тясно свързана с тази на Ивреа. През XIII век клон на рода De Civitate Ipporegiale става първи господар на селището. Впоследствие то минава в ръцете на рода Дал Поцо дела Чистерна. През 1335 г. местната енория е включена в архиерейството на Иврейския събор на духовниците. През 1349 г. сред кредендарите (градските съветници) на Ивреа, които се заклеват във вярност на Савоя, има и някои жители на Банкете, сред които Мича и Ардицио де Банкетис, Отине де Бонашето и Якобо де Родулфо де Банкетис. 
На 2 юни 1619 г. херцог Карл Емануил I Савойски дава като феод Банкете заедно със Самоне и Салерано на Франческо ди Дамас – барон на Сан Ренано и господар на Нуийè и Марè във Франция, на Женийè, Мойè и Ромон в Лоар, и генерал на Савоя. На 16 март 1639 г. зет му Енрико Емануеле ди Салуцо продава феода на Франческо Дал Поцо дела Чистерна. През 1721 г. феодът е намален и на 29 юни 1722 г. е продаден на Джузепе Антонио Пинкия от Ивреа. Херцог Виктор Амадей II Савойски дава на рода Пинкия, произходащ от Рибордоне, графска титла и представителите му управляват Банкете до XX век, осигурявайки му богатство, слава и политическа власт.
След Втората световна война градът се разделя на две части: старото селище, където преобладава селското стопанство, и новото селище, където се появяват новите жилища за служителите на Оливети. Местоположението на централата на Оливети води до значително икономическо развитие на града, основано главно на производството на електроника и свързаните с нея индустрии.

## Икономика
На територията на Банкете, по протежение на река Дора Балтеа, се намират плодородни земеделски земи, където се произвежда древен сорт био царевица, т. нар. „Червена малкозърнеста от Канавезе“. Произвеждат се и други зърнени храни, и пшеница; развива се животновъдството.
След Втората световна война е налице постепенен преход от традиционни селскостопански дейности към индустриални и третични такива. Промишлеността играе основна роля в местната икономика и обхваща различни сектори: хранително-вкусова промишленост, изделия от каучук и пластмаса, стъкло, металургия, механика и строителство. Третичният сектор се състои от дистрибуторска мрежа, отговаряща на основните нужди на населението, и от набор от услуги, вкл. банково и информационно консултиране.

## Забележителности

### Отбранителна архитектура

#### Замък на Банкете
Първоначалата постройка на замъка (Castello di Banchette) е построена в края на XIII век като укрепен дом с квадратна форма, вход на първия етаж от съображения за сигурност и с малко на брой и тесни прозорци. След като сградата е подобрена няколко десетилетия по-късно, тя се превръща в баронски замък. Добавянето на кула от едната страна на укрепления дом гарантира отлична защита при нужда. През XV и XVI век той е снабден със стена и с малки постройки до нея.
Замъкът е подлаган на разрушение в различни епохи от преминаващи банди, испански и френски войници, като в средата на XIX век остават да стърчат само външните му зъбери.
В края на XIX век Емилио Пинкия (1842 – 1934), граф на Банкете, юрист, многомандатен парламентарен либерален депутат за избирателния район на Ивреа, желае да създаде резиденция, разделена на различни помещения, подходящи както за представителни функции, така и за дом на няколко семейства, и поверява работата на Отавио Джермано, сътрудник на известния архитект Алфредо д'Андраде. Тогава се прави реконструкция и върху съществуващите руини се изгражда неоготическа вила с компактен двуетажен, украсен със зъбери корпус, с квадратна ъглова кула и с теракотени декорации около прозорците. Сградата е заобиколена от голям парк, който се спуска надолу към река Дора Балтеа.
От XVIII век до средата на XX век замъкът е собственост на рода Пинкия, след което преминава в ръцете на графиня Мария Меркурина Арборио ди Гатинара. В началото на 2013 г. собствеността върху замъка преминава в ръцете на Floramo Corporation srl, компания от първостепенно значение в химическия, индустриалния и продуктовия анализ, принадлежаща на сем. Куаля. През 2014 г. той отваря врати за посещения и за провеждането на събития като сватби, събития – част от Карнавала на Банкете и др.

### Религиозна архитектура

#### Енорийска църква „Св. Христофор“
Енорийската църква (Chiesa Parocchiale di San Cristoforo) е реконструирана около 1800 г. по първоначални чертежи на Иняцио Джирели във вида, съхранен и през XXI век. Издига се на огромна диоритна скала, до която се стига по голямо стълбище. Неокласическата фасада е предшествана от аркада с каменна балюстрада. Вътре има четири олтара. Две високи, симетрично подредени камбанарии правят сградата ясно разпознаваема.
Първоначално енорията на Свети Христофор е включвала Банкете, Самоне и Салерано, и неин титуляр е бил провостът на Колежа на духовниците на Катедралата на Ивреа, който назначавал друг свещеник да се грижи за нея. На 2 март 1787 г. Самоне получава разрешение да построи нова енорийска църква, а на 5 април 1787 г. кметовете на Банкете и на Салерано получават правото да отделят енорията си отархиерейството на Катедралата на Ивреа. През 1837 г. Салерано също напуска енорията на Банкете и става независима енория.

## Събития

### Карнавал на Банкете
Това е едно от любимите събития на гражданите на Банкете, които взимат активно участие във всички негови инициативи. Карнавалът на Банкете се провежда в периода февруари – март. През март 2019 г. е 40-ото му издание. Основните му фази са:
- Обявяването на основните персонажи: Косатера и Косатè. Те са придружавани на всички карнавални събития от Ордена на тиквеното цвете
- Представянето им пред властите
- Прокламацията им пред гражданите
- Факелното шествие по улиците на града
- Вечер на танците
- Бобораздаване – традиционно раздаване на мазна боб чорба (варен боб със свинска кора и различни аромати и колбаси) – традиция, обща за почти всички села и градове в района на Канавезе.
- Посещението на възрастните хора
- Карнавалът с луната и звездите: вечерен парад с традиционните персонажи, бал с маски, алегорични каруци и т.н., завършващ с изгарянето на т. нар. „коса“ сред песни и танци
- Карнавалът с училищата: шествие на маскирани деца от детските градини и началните училища на града в присъствието на аниматори, жонгльори и финално шоу
- Посещението на Средното училище
- Посещението на Християнската общност
- Финалната вечеря.

### Панаир на Червената царевица на Банкете
Панаирът (Sagra del Mais Rosso di Banchette) се повежда през октомври. През 2019 г. е 15-ото му издание. По време на събитието в импровизираните гостилници в дворовете на историческия център може да се опита червена царевица под формата на качамак с глиганско, качамак и треска, качамак и яхния, качамак и октопод, качамак и наденица, качамак и сирене, и много други специалитети. В събитието участват и други местни производители на агро-хранителни специалитети, фолклорни и аниматорски групи. Панаирът цели да направи уникалния продукт на червената царевица известен и да се преоткрият древните аромати под формата на традиционни продукти на Канавезе, което предлага широка гама от висококачествени продукти, по-специално в сектора на зърнените култури, градинарството, виното, кашкавалите и сирената.

### Други събития
- Юни в Банкете (Giugno banchettese[12]) – концерти, танцови и театрални спектакли, гастрономия. През 2019 г. е 43-тото му издание
- Патронен празник на Св. Яков (Festa patronale di San Giacomo) – 25 юли
- Музика в Банкете (Banchette Musica) – октомври-декември, серия от класически концерти.

## Култура

### Образование
- Две детски градини
- Едно държавно начално училище (от 1-ви до 5-и клас вкл.)
- Едно държавно средно училище от първа степен (от 6-и до 8-и клас вкл.).
- Училищата от втора степен (от 9-и до 11-и или 12 клас вкл.) са в Ивреа

### Музеи, библиотеки, театри, кина и културни центрове
- Градска библиотека, от 1971 г., 6800 тома със свободен и безплатен достъп
- Музеите, библиотеките, театрите и кината са в град Ивреа
- Клуб Банкете[13] – най-старата асоциация в Банкете, от XIX век. Занимава се с ръководството, развитието и разпространението на културни, спортни, туристически, екологични и други помощни и развлекателни дейности
- Културно-историческа група „Орден на Зеления граф“ (Ordine del Conte Verde), от 2000 г.

### Религиозни центрове
- Католическа енорийска църква „Св. Христофор“ (Chiesa Parrocchiale di San Cristoforo)
- Католическа църква „Мадоната на нежността“ (Chiesa Madonna della Tenerezza)
- Католическа църква „Св. Йосиф“ (Chiesa di San Giuseppe)
- Католически параклис „Мадона на Салсей“ (Cappella della Madonna di Salsei)

## Гастрономия
- Полента от червена дребнозърнеста царевица: сеитбата ѝ е върху земя, заобиколена от гори, за да се избегне опрашването с други хибридни видове. Събирането се извършва както в миналото – в кочани и смилането е в каменна мелница, което позволява да се получи наистина пълнозърнесто брашно. Благодарение на стриктното спазване на всички тези правила, Пиньолето е сертифицирана биологична марка, която принадлежи към Кошницата с традиционни продукти на Метрополен град Торино и към Древните видове царевица на Пиемонт.[14]

## Спорт
- Общинско футболно поле на аматьорски футболен клуб „Ивреа Банкете“ (A.S.D. Ivrea Banchette[15])
- Общинско поле за петанк
- Аматьорска футболна асоциация Амстаф (Amstaff F.c. A.S.D.)
- Фитнес зала Хачиман (Palestra Hachiman) – йога за жени
- Асоциация Етуал (Etoile A.S.D.) – гимнастика, художествена и спортна гимнастика, пилатес и др.

## Транспорт
- Първостепенен междуградски път SS №. 26 на Вале д'Аоста, на 1 км от града;
- Автомагистрала А5 Торино-Аоста, с достъп от изхода на Ивреа – на 1 км от града;
- Жп гарата, разположена на линията Кивасо-Аоста, е в град Ивреа, на 2 км;
- Най-близкото летище за вътрешни и международни полети е Торино Казеле – на 48 км; летище Милано Малпенса за директни междуконтинентални линии – на 100 км;
- Пристанище Генуа – на 181 км;
- Междуградски автобусни линии на Джи Ти Ти: 4152 Силва – Виалфре – Ивреа; 4153 Куасоло/Лесоло – Ивреа – Бачана/Биенка (линия 5); 4155 Самоне – Ивреа – Буроло/Киаверано (линия 2 – 2 sb); 4157 Сан Джермано – Банкете – Павоне (линия 3); 4168 Белависта – квартал Сан Джовани (линия 4); 4512 Ивреа – Кастеламонте – Валкиузела; 4541 Ивреа – Колерето Джакоза – Лоранце (линия 6 – 6sb); 5143 Куорние – Кастеламонте – Ивреа; 5145 Ривароло – Ивреа; 5319 Кампо – Муральо – Ривароло – Босконеро (предприятие Eaton Livia).

## Известни личности

### Свързани с Банкете
- Братя Джузепе Антонио и Пиетро Лоренцо Пинкия (XVIII век) – основават Благотворителното дружество на Духовните упражнения в Боленго и участват финансово в основаването на болницата в Ивреа.
- Пиетро Лоренцо Пинкия (* 1682 в Ивреа, † 1755 пак там) – провост на Катедралата в Ивреа, който между 1719 и 1721 г. предприема пътуване до Светите земи (Палестина, Египет и планината Синай) през Ливорно, спирайки и в Кипър. Той оставя ценен ръкопис, дарен през 1924 г. на Епархийската библиотека на Ивреа от граф Емилио Пинкия.
- Емилио Пинкия (* 25 април 1842 в Торино, † 8 май 1934 пак там) – граф на Банкете, юрист, многомандатен парламентарен либерален депутат за избирателния район на Ивреа. Получава благородническата си титла от самия крал за приноса му към града. Въпреки че е в добри отношения с двора, през 1911 г. той има смелостта да се противопостави на войната в Либия. Поради позицията си обаче той доброволно се включва на 67-годишна възраст в Алпийския корпус.[16]

## Побратимени градове
- Сетем, Франция